# Recklinghausen (distrito)
Recklinghausen é um distrito (Kreis ou Landkreis) da Alemanha localizado na região administrativa (Regierungsbezirk) de Münster (ou Monastério), no estado da Renânia do Norte-Vestfália.

## Cidades
| Cidades                             | População (31/12/2006) |
| Recklinghausen                      | 121 521                |
| Marl                                | 90 113                 |
| Dorsten                             | 79 136                 |
| Castrop-Rauxel                      | 77 263                 |
| Gladbeck                            | 76 373                 |
| Herten                              | 64 344                 |
| Haltern am See                      | 37 954                 |
| Datteln                             | 36 297                 |
| Oer-Erkenschwick                    | 30 462                 |
| Waltrop                             | 29 948                 |
| Mapa do distrito de Recklinghausen. |                        |